# Jerzy Orzechowski
Jerzy Orzechowski h. Oksza (ur. 12 maja 1905 w Jarmolińcach, zm. 14 stycznia 1988 w Toronto) – podpułkownik pilot Polskich Sił Powietrznych w Wielkiej Brytanii.

## Życiorys
W wieku 17 lat wstąpił do Korpusu Kadetów we Lwowie. Absolwent Oficerskiej Szkoły Lotnictwa w Dęblinie (I promocja, 9 lokata), awans na podporucznika otrzymał 15 sierpnia 1927 roku.
Dowódca 141 eskadry myśliwskiej i 142 eskadry myśliwskiej (od 23 marca 1933 do 1 września 1937). Na stopień kapitana został mianowany ze starszeństwem z 1 stycznia 1936 w korpusie oficerów aeronautyki (w marcu 1939, w tym samym stopniu i starszeństwie, zajmował 18. lokatę w korpusie oficerów lotnictwa, grupa liniowa). W październiku 1938 został powołany do Wyższej Szkoły Lotniczej w Warszawie, w charakterze słuchacza III Kursu.
Po kampanii wrześniowej przez Rumunię i Francję trafił do Wielkiej Brytanii. Przeszedł przeszkolenie w 15 EFTS (15 Szkoła Pilotażu Podstawowego) i 5. OTU. 16 września 1940 skierowany do dywizjonu 303 (przebywał tam 5 dni). Po przeszkoleniu w 6. OTU, 3 października 1940 roku skierowany do 615 dywizjonu RAF, a 16 października 1940 do 607 dywizjonu RAF.
Dowódca dywizjonu 306 od 18 października 1940 do 11 listopada 1940. Dowódca dywizjonu 308 od 8 grudnia 1940 do 22 czerwca 1941. Pod koniec 1942 dowódca eskadry 23 dywizjonu nocnych myśliwców RAF (stacjonujący na Malcie). Dowódca dywizjonu 307 od 1 kwietnia 1943 do 8 listopada 1943 attaché lotniczym RP w stolicy Francji od maja 1945 do września 1945. Po zakończeniu pracy w dyplomacji został oficerem łącznikowym w Dowództwie Lotnictwa Myśliwskiego. Z Polskich Sił Powietrznych odszedł w styczniu 1947 roku.
Do Polski nie powrócił, pozostał na emigracji. Zmarł w Kanadzie 14 stycznia 1988 roku.

## Zestrzelenia
Na liście Bajana sklasyfikowany został na 381. pozycji z 1 prawdopodobnym zestrzelonym samolotem i trzema uszkodzonymi.

## Ordery i odznaczenia
- Krzyż Srebrny Orderu Virtuti Militari[6] nr 8410[7]
- Krzyż Walecznych (trzykrotnie)
- Medal Lotniczy (trzykrotnie)
- Krzyż Wybitnej Służby Lotniczej (Wielka Brytania)